# گونسالو گوئدس
گونسالو مانوئل گنشینیو گوئدس (پرتغالی: Gonçalo Manuel Ganchinho Guedes؛ زادهٔ ۲۹ نوامبر ۱۹۹۶) بازیکن فوتبال اهل پرتغال است که برای باشگاه ویارئال در لالیگا بازی می‌کند.
گوئدس در فینال لیگ ملت های اروپا ۲۰۱۹ تک گل پرتغال برابر هلند را به ثمر رساند و باعث قهرمانی پرتغال شد.

## افتخارات
بنفیکا
- لیگ برتر پرتغال : 2014–15 ، 2015–16 ، 2016–17 ، 2022–23
- سوپر کاپ پرتغال : 2016–17
- جام حذفی پرتغال : 2014–15 ، 2015–16

پاری سن ژرمن
- لیگ 1 : 2017–18
- سوپر کاپ فرانسه : 2016–17

والنسیا
- کوپا دل ری : 2018–19

پرتغال
- لیگ ملت‌های یوفا : 2018–19

شخصی
- بهترین بازیکن سال سگوندا لیگا : 2014–15
- SJPF بهترین بازیکن ماه لیگا سگوندا : اکتبر  و دسامبر 2014